# Gilat Bennett
Gilat Bennett, nacida como Gilat Ethel Einav, (Kfar Uria, 12 de mayo de 1977) es una pastelera israelí y consejera de padres de familia, esposa del ex primer ministro de Israel, Naftalí Bennett. Era laica, pero siguiendo a su esposo ahora cuida el sábado judío y las leyes judías kosher religiosas con respecto a la comida.

## Biografía
Bennett nació como Gilat Ethel Einav en el moshav de Kfar Uria, hija de Moshe y Bracha, y creció secular. Asistió a la Academia de Música y Danza de Jerusalén, donde se centró en estudios de ballet. Sirvió en las FDI como oficial de educación en la Brigada de Paracaidistas, donde conoció a Naftalí Bennett, a quien invitó a dar una conferencia a sus soldados. Después de su servicio en el ejército, estudió Pastelería y trabajó en la profesión.
Se casó con Naftalí Bennett en 1999, mientras él era estudiante de derecho en la Universidad Hebrea, y después de su matrimonio vivieron entre Jerusalén y Beit Aryeh. Con el surgimiento de la empresa emergente Cyota dirigida por Bennett, la pareja se mudó a Nueva York, donde vivieron durante unos cinco años.
En Nueva York trabajó como chef de postres en varios restaurantes. Luego ella también comenzó a llevar un estilo de vida religioso, siguiendo a su esposo. Después de que la pareja regresó a Israel, abrió una fábrica de helados en Kfar Saba llamada "Gilati", pero la vendió con el nacimiento de su hijo mayor. Posteriormente, fue certificada en el Instituto Adler como consejera de padres de familia y consultora de sueños en el campo de la psicología educativa, sus ocupaciones a partir de 2021.

## Vida personal
La familia Bennet vive en Ra'anana y son padres de cuatro hijos. Su hijo mayor se llama Yoni, en honor al teniente coronel  Yonatan Netanyahu, y su hijo menor se llama David Emanuel, en honor al teniente coronel Emmanuel Moreno, con quien Naftali Bennett sirvió en el Regimiento de Reconocimiento del Estado Mayor (Sayeret Matkal).